# João Ratão
João Ratão ist eine portugiesische Filmkomödie und Musikfilm des Regisseurs Jorge Brum do Canto aus dem Jahr 1940. Der Film wird der Comédia portuguesa zugerechnet.

## Handlung
João Ratão kehrt vom Kriegsdienst im Portugiesischen Expeditionskorps in Frankreich zurück in sein kleines ländliches Dorf am Rio Vouga, wo ihn nicht nur seine Familie, sondern auch seine Verlobte Vitória sehnsüchtig erwartet. Mit einem großen Dorffest wird seine Heimkehr gefeiert.
Zwei missgünstige Geschäftsleute im Dorf, von denen einer ein Auge auf Vitória geworfen hat, wollen den populären João Ratão diskreditieren, der sich mit ihnen zerstritten hat. Als eine blonde Schönheit ins Dorf kommt und behauptet, sie habe eine Beziehung mit João Ratão und ein Kind von ihm, erlebt das Dorf einen großen Skandal, und João Ratão muss um seinen Ruf und eine Zukunft mit Vitória kämpfen.
Als ein Frontkamerad João Ratão im Dorf besucht, klären sich die Intrigen langsam, und nach einer glücklich verlaufenden Gefahrensituation steht dem Glück im Dorf nichts mehr im Wege.

## Rezeption

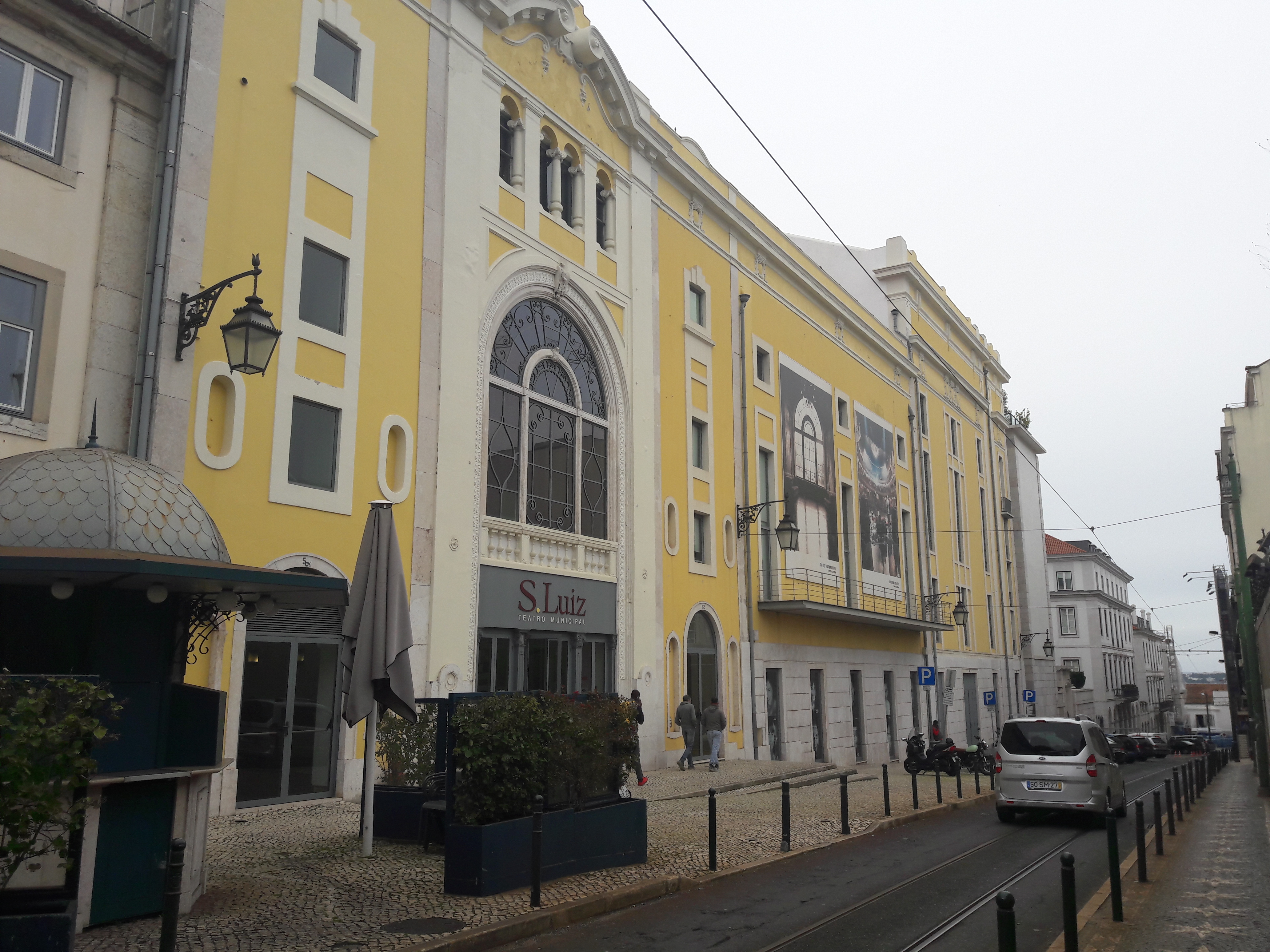
Das 1894 erbaute Teatro São Luiz in Lissabon war 1930 das erste Tonkino des Landes. Der Film João Ratão hatte 1940 hier Premiere.

Der Film feierte am 29. April 1940 im Teatro São Luiz in Lissabon Premiere. Regisseur Brum do Canto adaptierte hier die erfolgreiche gleichnamige Operette von Ernesto Rodrigues, Félix Bermudes und João Bastos, die hier auch das Drehbuch dazu schrieben.
Während die Operette 1920 erschien und an die noch frischen Erinnerungen der verlustreichen portugiesischen Beteiligung im Ersten Weltkrieg (1914–1918) erinnerte, änderte Brum do Canto das Stück in seiner Verfilmung stark ab. Bis auf das populäre Hauptthema Canção da Marietta ersetzte er die ursprüngliche Musik durch zeitgemäße und gefälligere Lieder, und der Film zielte nun auf eine völlig unbeschwerte Unterhaltung der Menschen ab. Bei Publikum, Estado-Novo-Regime und systemkonformer Kritik kam der Film gleichermaßen gut an, mit seinem Idealbild eines friedlichen, traditionsverbundenen und fröhlichen Landes, während der Rest Europas in einem neuen Weltkrieg zu versinken begann (Portugals klerikalfaschistischer Diktator Salazar hielt sein Land im Zweiten Weltkrieg (1939–1945) neutral und schlachtete dies propagandistisch aus).
In der Retrospektive beurteilt die Kritik den Film heute sehr viel weniger positiv. Sie attestiert ihm aber, neben handwerklich solider Machart und einigen dokumentarisch wertvollen Arbeitsszenen von Holzfällern und Bootsleuten im Vouga-Tal, vor allem die kraftvolle fröhliche Darbietung Óscar de Lemos und die Frische der Schauspielleistung Maria Domingas.
Der Film wurde von Lusomundo als VHS-Kassette und 2005 als DVD veröffentlicht, letztere in der längsten bekannten, vermutlich originalen Fassung.